# Žďár (Jindřichův Hradec-i járás)
Žďár település Csehországban, a Jindřichův Hradec-i járásban. Žďár Jarošov nad Nežárkou, Vlčetínec, Hadravova Rosička, Nová Včelnice, Dívčí Kopy, Kamenice nad Lipou, Rodinov és Žirovnice településekkel határos. Lakosainak száma 131 fő (2024. január 1.).

## Népesség
A település lakosságának változását az alábbi diagram mutatja:
| Lakosok száma | 271  | 274  | 308  | 179  | 103  | 69   | 97   | 98   | 115  | 131  |
|               | 1869 | 1890 | 1921 | 1950 | 1980 | 2001 | 2017 | 2019 | 2022 | 2024 |